# Escut de Prats i Sansor
L'escut oficial de Prats i Sansor té el següent blasonament:
Escut caironat: de gules, una balança d'or. Per timbre una corona mural de poble.

## Història
Va ser aprovat el 7 de maig de 1991 i publicat al DOGC el 31 del mateix mes amb el número 1449.
Les balances són l'atribut tradicional de sant Miquel, patró de Sansor.